# Jászfényszaru

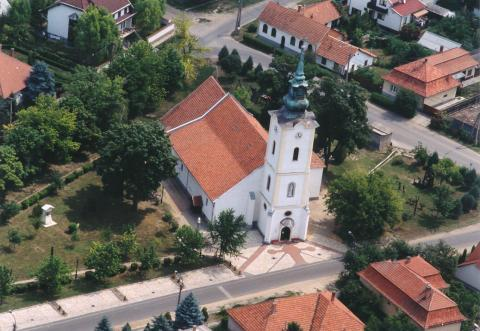
Kyrka i Jászfényszaru

Jászfényszaru är en mindre stad i provinsen Jász-Nagykun-Szolnok i Ungern. Jászfényszaru ligger i distriktet Jászberény och hade år 2019 totalt 6 168 invånare.